# شريان زندي أمامي راجع
الشريان الزندي الأمامي الراجع هو أحد شرايين ساعد اليد. ويُعتبر أحد الشريانين المتفرعين من الشريان الزندي، والآخر هو الشريان الزندي الخلفي الراجع. ينشأ الشريان الزندي الأمامي الراجع من الشريان الزندي تحت المرفق مباشرةً ويتوغل بين عضلتي العضد والعضلة الكابة المدورة مغذيًا إياهما. ثم يتشابك عند اللقيمة الوسطية لعظم العضد مع الشريان الزندي السفلي والعلوي.

## روابط خارجية
- درسٌ تشريحي حول lesson4arteriesofarm مُعدٌ بواسطة ويسلي نورمان (جامعة جورجتاون).
- درسٌ تشريحي حول lesson4artofforearm مُعدٌ بواسطة ويسلي نورمان (جامعة جورجتاون).

1. ↑  نموذج تأسيسي في التشريح، QID:Q1406710